# Капеллен (футбольний клуб)
«Капеллен» (нід. R. Cappellen F.C.) — бельгійський футбольний клуб з однойменного міста, заснований 1906 року.

## Історія
Клуб «Капеллен» було створено 1906 року. Перші роки команда грала в провінційних лігах, а в 1926 році потрапив у третій дивізіон і таким чином вперше зіграв на національному рівні.
У 1933 році, після семи сезонів у третьому дивізіоні, клуб зайняв перше місце і вийшов до другого дивізіону. Там після двох сезонів адаптації, клуб досяг свого найкращого результату в історії, в 1936 році, закінчуючи сезон на четвертому місці, лише на два очки позаду чемпіона, клуба «Тюрнгаут».
У сезоні 1938/39, останньому перед Другої світової війни, клуб вилетів до третього дивізіону, але 1946 року ще на один сезон повернувся в другу лігу. В подальшому клуб лише понижувався у класі і наприкінці шістдесятих років опинився в регіональних лігах.
На початку 1990-х клуб зміг знову піднятися на національний рівень. а 1995 року навіть повернувся до другого дивізіону, рівно через півстоліття після того, як вони грали на цьому рівні востаннє. Цього разу клуб провів там 5 сезонів і 2000 року знову опустився в третій дивізіон.

## Відомі гравці
- Мішель ван де Корпут
- Стефан ван дер Гейден
- Гордан Видович
- Франсіс Северейнс
- Сефас Чімедза

## Відомі тренери
- Барт Де Ровер (2003–2008)
- Ян Кулеманс (2013–2014)

## Досягнення
- Переможець третього дивізіону Бельгії: 1933, 1946, 1995, 2015